# Östra Vemmerlövs församling
Östra Vemmerlövs församling var en församling i Lunds stift och i Simrishamns kommun. Församlingen uppgick 2003 i Stiby församling.

## Administrativ historik
Församlingen har medeltida ursprung. Före den 1 januari 1886 (ändring enligt beslut den 17 april 1885) var namnet Vemmerlövs församling. En del av socknen, Hyllinge, tillhörde före 1889 Luggude härad i Malmöhus län och överfördes då till samma härad och län som övriga socknen.
Församlingen var till 1 maj 1930 moderförsamling i pastoratet (Östra) Vemmerlöv och Rörum. Från 1 maj 1930 till 2003 var församlingen annexförsamling i pastoratet Stiby och Östra Vemmerlöv som från 1962 även omfattade Östra Tommarps och Bolshögs församlingar. Församlingen uppgick 2003 i Stiby församling.

## Kyrkor
- Östra Vemmerlövs kyrka